# ریخه سیه
ریخه سیه (به کوردی ریخه سیه)، نام یک محله در قسمت شرقی شهر بیجار در استان کردستان است،

## موقعیت
این محله از سمت شمال به محله تازه آباد متصل است، سبزوارآباد و جاده همدان در سمت جنوب این محله قرار دارد، باغ و محله سَراو در غرب ریخه سیه و تپه ریخه سیه در شرق آن است.